# Stratégie zéro covid

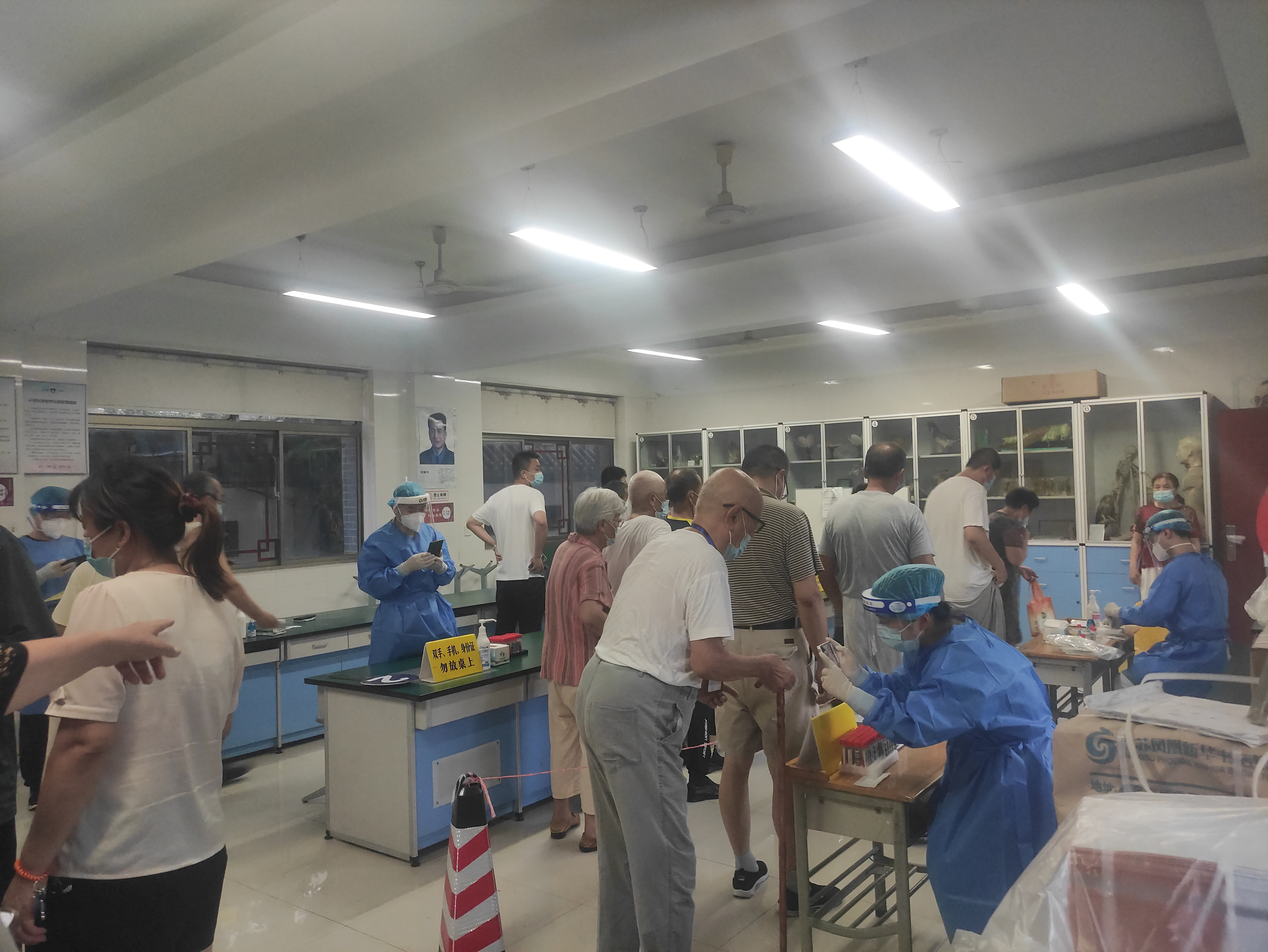
photo d'un centre de dépistage du
COVID -19

L'expression « stratégie zéro covid » désigne la stratégie de gestion de l’épidémie adoptée par certains territoires et qui vise à éliminer totalement les contaminations sur ce territoire donné par le confinement généralisé, le testage et l'isolement des personnes contaminées, le port du masque dans les lieux publics et la vaccination de la population.

## Historique et contexte
En 2022 le contexte est bien différent du début de la pandémie avec : 
- les vaccins sont arrivés début 2021 et ont considérablement limité le risque de formes graves ;
- le variant Omicron qui a aussi réduit les risques tout en mettant à l'épreuve la stratégie zéro Covid en raison de sa forte contagiosité.

L'immunologue australienne Sharon Lewin estime que dans ce contexte : « Il faut en faire tellement pour réduire la transmission que l'on se retrouve avec une très faible valeur ajoutée sur le plan sanitaire. ».
La plupart des pays tels l'Australie et la Nouvelle-Zélande ont abandonné cette stratégie, la Chine a persisté dans cette voie jusqu'aux manifestations de 2022. 

### En Chine
La Chine est le seul pays notable au monde qui a conservé pendant longtemps sa stratégie zéro Covid, cela peut s'expliquer par le fait que la Chine n'a pas assez vacciné sa population. C'est notamment le cas chez les personnes âgées où des Chinois de plus de 80 ans sont vaccinés. Andrew Lee, spécialiste en santé publique, justifie ainsi la politique zéro covid de la Chine en affirmant : « On risque de se retrouver avec beaucoup de morts en allégeant les mesures zéro Covid » .
La stratégie zéro Covid chinoise est poussée au maximum en désinfectant les rues, les appartements, les personnes, les animaux et même les aliments avec du dioxyde de chlore qui est un produit néfaste pour l'environnement et qui peut aussi causer des problèmes respiratoires d'après l'expert de santé Yanzhong Huang. Les animaux et même des aliments sont testés pour rechercher une éventuelle trace du virus.
Selon une étude publiée par l’université Fudan, l’abandon de la politique zéro Covid pourrait entraîner 1,55 million de morts dans le pays.
Le 7 décembre 2022 néanmoins, les autorités décident de renoncer à la politique zéro Covid afin de calmer les protestations et de relancer la croissance du pays. L'objectif du gouvernement est désormais de « mieux articuler la prévention et le contrôle de l’épidémie avec le développement économique et social. ». La Commission nationale de la santé annonçait que la Chine mettait fin aux tests systématiques, que les personnes diagnostiquées positives allaient pouvoir être isolées à domicile et non plus envoyées dans des centres de quarantaine, que les confinements seraient limités aux personnes porteuses du virus et ne concerneront plus tout un quartier ou une ville entière. De plus, les tests cesseront d’être exigés lors de déplacements dans les transports en commun et entre les villes.

## Critiques et oppositions

### En Chine
Les confinements imposés en Chine par le gouvernement créent inévitablement en 2022 un ralentissement significatif de l'économie du pays et suscitent un mécontentement grandissant au sein de la population. Malgré la censure, les Shanghaïens n’hésitent plus à crier leur colère et leur désespoir. Sur certaines images diffusées sur les réseaux sociaux, on peut voir des personnes testées contre leur gré.
Tedros Adhanom Ghebreyesus, le directeur général de l’Organisation mondiale de la santé, affirmait mardi 10 mai 2022 que la stratégie « zéro Covid » adoptée par le gouvernement chinois n'était "pas soutenable". Des propos immédiatement censurés sur les réseaux sociaux et dans les médias chinois.
En novembre 2022, de nouvelles restrictions sont mises en place dans le cadre de la politique zéro Covid du gouvernement chinois mais des oppositions de plus en plus importantes apparaissent. Une vidéo largement diffusée sur les réseaux sociaux et qui a été géolocalisée à Shanghai montre des protestataires crier « Xi Jinping, démission ! ». À Pékin, des centaines d'étudiants ont manifesté contre la politique de lutte contre la Covid-19.
Des émeutes ont également éclaté à Zhengzhou, dans la plus grande usine d'Iphone au monde.